# Kevin Chamberlin
Kevin Chamberlin (ur. 25 listopada 1963 w Baltimore) – amerykański aktor teatralny, telewizyjny i filmowy. Występował w roli kamerdynera Bertrama w serialu Jessie. Był trzykrotnie nominowany do Tony Award i Drama Desk Award za występ w przedstawieniu Dirty Blonde (2000), jako Horton w musicalu Seussical (2001) i za rolę wujka Festera w scenicznej wersji Rodziny Addamsów (2010). W latach 2018–2019 występował na Broadwayu jako Czarnoksiężnik z Oz w musicalu Wicked.

## Filmografia

### Filmy
- 1995: Szklana pułapka 3 jako Charles Weiss
- 1997: Przodem do tyłu jako Carl Mickley
- 1998: Listy od zabójcy jako Cutler
- 1999: Trik jako były partner Perry’ego
- 2002: Droga do zatracenia jako wykidajło Frank
- 2003: Święta Last Minute jako pan Scanlon
- 2004: Sprawca Zero (Suspect Zero) jako Harold Speck
- 2006: Zabójczy numer jako Marty
- 2009: Zdobyć Woodstock jako Jackson Spiers
- 2012: Kronika opętania jako Keith
- 2013: Teen Beach Movie jako dr Fusion
- 2017: Emotki. Film jako Gavel Emotki (głos)

### Seriale TV
- 2001: Prawo i porządek: sekcja specjalna jako Roger Berry
- 2001–2002: Nie ma sprawy jako pan Bronkowski
- 2003: Bez śladu
- 2003: Bez skazy jako dr Pendelton
- 2003: Frasier jako mężczyzna w poczekalni
- 2003: Jim wie lepiej jako Wallace
- 2005: Jordan w akcji jako Neville
- 2006: CSI: Kryminalne zagadki Nowego Jorku jako pacjent
- 2007: Herosi jako Aron Malsky
- 2009: Korporacja według Teda jako pan Crisp
- 2011–2015: Jessie jako Bertram Winkle
- 2012: Austin i Ally jako Bertram
- 2015: Współczesna rodzina jako Monty
- 2016: Obóz Kikiwaka jako Bertram Winkle
- 2017: Grace i Frankie jako Frank
- 2018: Seria niefortunnych zdarzeń jako mężczyzna w Plaid Pants

## Musicale
- Dirty Blonde jako Charlie
- Seussical jako Horton
- The Addams Family jako wujek Fester
- My Favourite Year
- Triumph of Love
- Abe Lincoln in Illinois
- Chicago
- The Ritz
- Teen Beach Musical (2013)